# Studnie i źródła Karola IV w Czechach
Studnie i źródła Karola IV Luksemburskiego w Czechach – zespół studni i źródeł noszących imię Karola IV Luksemburskiego znajdujących się na terenie Czech.
Na terenie Czech znajduje się wiele miejsc i miejscowości związanych z postacią króla Karola IV. Duża część tych miejsc była odwiedzana przez tego dostojnika. Wokół tych wizyt z czasem narosły liczne podania i legendy. Część z nich związana jest ze źródłami lub studzienkami.
W granicach Czech znajdują się następujące studnie i źródła, których patronem jest Karol IV Luksemburski:
| Nazwa              | Miejsce                               | Opis | Zdjęcie |
| ------------------ | ------------------------------------- | --- | ------- |
| Pramen Karla IV    | Karlowe Wary                          | Źródło bije na końcu lewego skrzydła Tržní kolonády. Jego temperatura wynosi 64 °C. Lecznicze właściwości tego źródła przyczyniły się do decyzji Karola IV o wybudowaniu tutaj uzdrowiska. Nad studzienką znajduje się płaskorzeźba obrazująca założenie Karlowych Warów według zapisów Bohuslava Balbína, który zadatował odkrycie miejscowych źródeł na 1370, ale faktycznie mogło to nastąpić już pomiędzy 1347, a 1358, a niektóre z nich znane były już znacznie wcześniej. Na terenie uzdrowiska ujęto ogółem dwanaście źródeł, a łącznie (w 1960) naliczono ich w 132. |         |
| Karlova studánka   | Praga 5, Zadní Kopanina               | Źródło znajduje się po wschodniej stronie ulicy K Zadní Kopanině, przy cieku Mlýnský potok, w sąsiedztwie drugiego źródła o nazwie Pod Silnicí, w obrębie rezerwatu przyrody Radotínské údolí. Dojście wąską ścieżką pieszą. Karol IV miał tutaj poić swoje konie w drodze na zamek Karlsztejn. |         |
| Králova studně     | Karlsztejn/Srbsko, powiat Beroun      | Źródło znajduje się nieco na północ od ścieżki łączącej Karlsztejna ze Srbskiem (szlak czerwony), niedaleko od wodospadów Bubovickich. Woda zasilała wieś Srbsko, gdzie była doprowadzona do studni wiejskiej. Obecnie jednak moc źródła znacznie osłabła. |         |
| Studánka u Mořinky | Mořinka, powiat Beroun                | Studzienka znajduje się na skraju lasu, na wschodnim końcu zabudowań wsi. Okresowo całkowicie wysycha. Woda oceniana jest jako smaczna. Przepływ wynosi około 0,2 l/s. Otoczenie jest zadbane. Istnieje legenda według której ma połączenie ze studnią zamkową w Karlsztejnie. |         |
| Žampašská studánka | Dlouhoňovice, powiat Uście nad Orlicą | Przy studni obozował w latach 1355–1356 Karol IV wraz ze swoimi oddziałami w drodze na zamek Žampach, gdzie rezydował rycerz-rozbójnik, Jan ze Smojna, którego pokonał i powiesił. Wisi tutaj tablica z tekstem „Prosba lesa” oraz tablica pamiątkowa, opisująca związek miejsca z królem. |         |
| Karlova studánka   | Karle, powiat Svitavy                 | Historia założenia wsi wiąże się z legendą o Karolu IV. Król będąc tu na łowach ze swoją drużyną poszukiwał jakiegoś źródła, gdyż skończyła się woda pitna. Dotarł do wsi Langendorf i ugasił tu pragnienie. Zapragnął wówczas nadać miejscowości nazwę Karlbrunn (Karlův Pramen). We wsi są dwie studzienki o tej samej nazwie, obie w centrum, nieco na wschód od kościoła św. Bartłomieja, po obu stronach potoku Loučná. |         |